# Marie Dauphin
Marie Dauphin est une chanteuse, comédienne et animatrice de télévision française, née le 20 avril 1964.

## Biographie

### Enfance et formation
Marie-Hélène Dauphin suit d'abord une formation d'acrobate à l'école du cirque Fratellini, mais abandonne cette voie à la suite d'une blessure.

### Carrière
Elle est, en 1983, recrutée par Jacqueline Joubert et intègre l'équipe d'animateurs des émissions Récré A2. Elle interprète alors le nouveau générique de Récré A2 et ceux de dessins animés comme Lady Oscar,, Clémentine ou Bibifoc. Ce dernier titre reste neuf mois au Top 50 et se vend à 800 000 exemplaires, ce qui est rare pour un générique télévisé.
Elle présente l'ultime numéro de Disney Dimanche en juin 1987.
Après le départ pour TF1 de Dorothée, elle prend les commandes des mercredis de Récré A2 avec Charlotte Kady jusqu'en juin 1988.
En 1996, elle participe au spectacle musical Les Années twist, puis elle fait la voix off de l'émission Merci professeur ! sur TV5 Monde.
En 2006, elle joue au théâtre ses spectacles Les nuits d'une demoiselle.
En 2007, elle joue dans son spectacle Marie Dauphin se fait la belle.
En 2010, elle sort l'album Souvenirs savons.

## Théâtre
- 1996-1997 : Les années twist : Marilyn Monroe[3]
- 2005-2006 : Les nuits d'une demoiselle, mise en scène par Marie Dauphin et Gérard Cuq[14]
- 2007 : Marie Dauphin se fait la belle, mise en scène par Marie Dauphin et Gérard Cuq[15]
- 2013 : One woman chant, chansons et sketches[16].

## Filmographie

### Télévision
- 1983 à 1988 : Récré A2
- 1990 : Tendresse et Passion
- 1990 : Des épinards dans les baskets : Florence
- 2000 : Boulevard du Palais : témoin piercing[17]
- 2000 : Commissariat Bastille[18]
- 2000 : Une femme neuve : Maryse[19]
- 2003 : Vertiges (épisode : La Femme de l'ombre) : vendeuse de moto[20]
- 2003 : L'Homme de mon choix : Clémentine[21]
- 2004 : Ariane Ferry : Florence Calvet[22]
- 2005 : La Voie de Laura : caissière[23]
- 2006 : Chassé croisé amoureux : chanteuse[24]
- 2006 : SOS 18 : Andrée[25]
- 2007 : Femmes de loi : Hélène[26]
- 2008 : Section de recherches : Louise Perier[22]
- 2009 : Sœur Thérèse.com : Charlotte Marin[25]
- 2010 : Profilage (1 épisode) : Hélène Littardi/Vendeuse[25]
- 2010 : Affaires étrangères : Babette[25]
- 2010 : Enquêtes réservées : Marianne Azzori[25]
- 2011 : Insoupçonnable (téléfilm) : Sophie Briand[27]
- 2017 : Le juge est une femme : Laurence Simoni[25]

### Cinéma
- 1991 : Mocky Story : belle-fille de Jean-Pierre Mocky)
- 1982 : Passion : secrétaire jongleuse de Michel Piccoli)

### Publicité
- 2004 : La Croix-Rouge française (réalisation : Jean Pierre Vergne)
- 1990 : Le Loto sportif (réalisation : Gérard Krawczyk)

## Musique

### Album
- 1987 : Y'a des papous
- 2010 : Souvenirs savons[13]

### Télé
- 1984-1986 : divers génériques d'émissions ou de séries télévisées
  - Générique du dessin animé Clémentine (Interprète)[28]
  - Générique du dessin animé Lady Oscar (Interprète)[28]
  - Générique du dessin animé Bibifoc (Interprète)[28]